# Jürgenshagen
Jürgenshagen ist eine Gemeinde im Westen des Landkreises Rostock in Mecklenburg-Vorpommern (Deutschland). Die Gemeinde wird vom Amt Bützow-Land mit Sitz in der Stadt Bützow verwaltet.

## Geografie
Die Gemeinde Jürgenshagen liegt zwischen Rostock und Wismar und ist etwa 27 Kilometer von der Ostseeküste (bei Kühlungsborn) entfernt. Das Gelände steigt nach Südwesten leicht an und erreicht nahe dem Ortsteil Klein Sien ca. 60 m ü. NN. Der Seebach fließt durch das gesamte Gemeindegebiet, er entwässert den Groß Tessiner See, der zum Teil auf dem Gebiet des Landkreises Nordwestmecklenburg liegt.
Umgeben wird Jürgenshagen von den Nachbargemeinden Satow im Norden, Klein Belitz im Osten, Bernitt im Südosten und Süden, Glasin im Südwesten sowie Passee im Westen.
Zu Jürgenshagen gehören die Ortsteile Gnemern (nach Klein Sien eingemeindet am 1. Oktober 1991), Groß Gischow (nach Jürgenshagen eingemeindet am 1. Juli 1950), Klein Gischow (nach Groß Gischow eingemeindet am 1. April 1937), Klein Sien (nach Jürgenshagen eingemeindet am 1. Januar 2000), Moltenow (nach Moisall eingemeindet am 1. Juli 1950, am 1. Juni 1975 nach Klein Sien umgegliedert), Ulrikenhof (nach Klein Sien eingemeindet am 1. April 1937) und Wokrent (nach Jürgenshagen eingemeindet am 1. Juli 1950).

## Geschichte
Auf 1284 datiert die erste urkundliche Erwähnung des als Angerdorf angelegten Ortes Jürgenshagen. Das Gemeindegebiet wird von der Landwirtschaft und der für diese Gegend typischen offenen Bebauung geprägt. Eine weitgehend intakte Natur aus Feuchtwiesen, Söllen und alten Baumbeständen macht das Gebiet nicht nur für Feriengäste interessant, sondern auch für Pendler (Nähe Autobahn) und Ruheständler. Nahe Groß Gischow befindet sich das Naturschutzgebiet Beketal, auch „Grünes Rad“ genannt.

### Ortsteile
Gnemern entwickelte sich zum Hauptgut der briefadeligen Familie der Barone von Meerheimb, welche in Wien 1661 in den böhmischen Freiherrenstand erhoben wurde. Die genealogische Stammreihe für Gnemern beginnt mit dem General Hans Wilhelm von Meerheimb (1620–1688), in dänischen Diensten stehend, zuvor für Sachsen und Österreich kämpfend. Er erwarb Genemern 1661 und Gischow 1675. Jasper Friedrich von Meerheimb (1785–1872), verheiratet mit Emilie von Kleist und königlich preußischer Oberstleutnant, war Gutsherr auf Gnemern und Wokrent sowie Groß Belitz. Er fand Aufnahme in den Johanniterorden. Sein dritter Sohn war der Generalmajor und Militärschriftsteller Ferdinand von Meerheimb. Das Erbe auf Gnemern trat aber der älteste Sohn Jaspar von Meerheimb an, liiert mit Ida von Lücken-Zahrensdorf. Sie gründeten für Gnemern einen Familienfideikommiss und übergaben Gut Gnemern an ihren Sohn Hans von Meerheimb, Rittmeister a. D. Letzter Grundherr war Hans Wilhelm Freiherr von Meerheimb (1900–1945), verheiratet mit Helene von Wolffersdorf. Ihr Sohn Hans-Wilhelm jun. von Meerheimb wurde später ein bekannter Landwirt in Holstein, der auf dem Gut Groß-Rolübbe ab 1970 das Unternehmen Gutshof-Ei aufgebaut hat.
Das Gutshaus Gnemern ist inzwischen im Besitz des mit den Meerheimb verwandten Helmuth von Maltzahn, der ab 1993 das Schloss Ulrichshusen als Hotelbetrieb wieder aufgebaut hat und sich um eine Sanierung und Wiederbelebung des Gnemerner Gutshauses bemüht.
Groß Gischow, war ein Gutsdorf. Premierleutnant Friedrich von Meerheimb (1853–1897), verheiratet mit Ida von der Wense (1861–1956), stiftete zur Regelung der nächsten Erbfolge einen Familienfideikommiss. Letzter Besitzer wurde Hauptmann Hans Georg, genannt Jürgen, Freiherr von Meerheimb (1905–1944). Zum Gut Groß Gischow gehörte Reinstorf. Groß Gischow war ein altes Lehngut.
Klein Gischow, Bauerndorf, nach einer Volkszählung 1885 sind dort sechs Haushalte nachgewiesen mit insgesamt 52 Einwohnern. Es blieb in den Händen eines einzelnen Landwirts, Ernst Gabriel. Der 245 ha Besitz hatte aber nicht den Status eines Rittergutes.
Klein Sien, bestand aus sechs Höfen, von 28 ha aufwärts bis zu 56 ha. Dazu zählte der Hof Hermannshager der Familie E. Jonas. Der Ort hatte bei einer Volkszählung im ersten Drittel des 20. Jahrhunderts für sich genommen 182 Einwohner, davon 94 weiblich. Der Wohnplatz Moorhagen mit 2 Einwohner gehörte zu jener Zeit zu Klein Sien.
Moltenow, ging in die Historie einer weiteren spät nobilitierten Familie des Oberforstmeisters Amtmann Gottfried von Suckow (1753–1816) ein, zur Unterscheidung der gleichnamigen Uradelsfamilie auch Suckow II genannt. Suckows Nachfahren schlugen sämtlich den Weg einer Militärkarriere ein und blieben nicht im Ort. Vor der großen Wirtschaftskrise 1928/1929 besaß Moltenow, vormals wohl Moltenau, dreizehn Hofeinheiten, inklusive einiger Büdnerstellen.
Ulrikenhof, war Heimstatt der Pächterfamilie Fuhrmann, war mit anderen bürgerlichen Landwirtsfamilien gesellschaftlich vernetzt. U. Fuhrmann vertrat die Interessen vor Ort. Ulrikenhof gehörte dem Fiskus, dem Freistaat Mecklenburg-Schwerin, die 246 ha der Domäne blieben dann lange in Pacht bei W. Meier.
Wokrent, ist als alter Herrensitz respektive als Nebengut frühzeitig mehrerer mecklenburgischer Adelsgeschlechter ausgewiesen. 1415 sind die Vettern von Vieregge zu Wokrent sesshaft und verheiraten ihre Töchter standesgemäß. Später soll der herzoglich mecklenburgische Premierminister und Oberpräsident von Güstrow Diederich von der Lühe-Thelkow im 17. Jahrhundert auch Wokrent sein Eigen genannt haben. Es bildete kurzzeitig eine eigene Familienlinie derer von Meerheimb heraus, unter anderen mit dem Erbherrn Hans Wilhelm Freiherr von Meerheimb (1790–1865), Kammerdirektor und Ehrenritter des Johanniterordens. Das Haus Wokrent vertrat der Staatsrat und Vorstand im mecklenburgischen Innenministerium Ludwig von Meerheimb. Wokrent wurde als Ortschaft ebenso stark vom 609 ha großen Rittergut geprägt. Es gehörte zuletzt Jaspar Friedrich jun. Freiherr von Meerheimb (1896–1942).

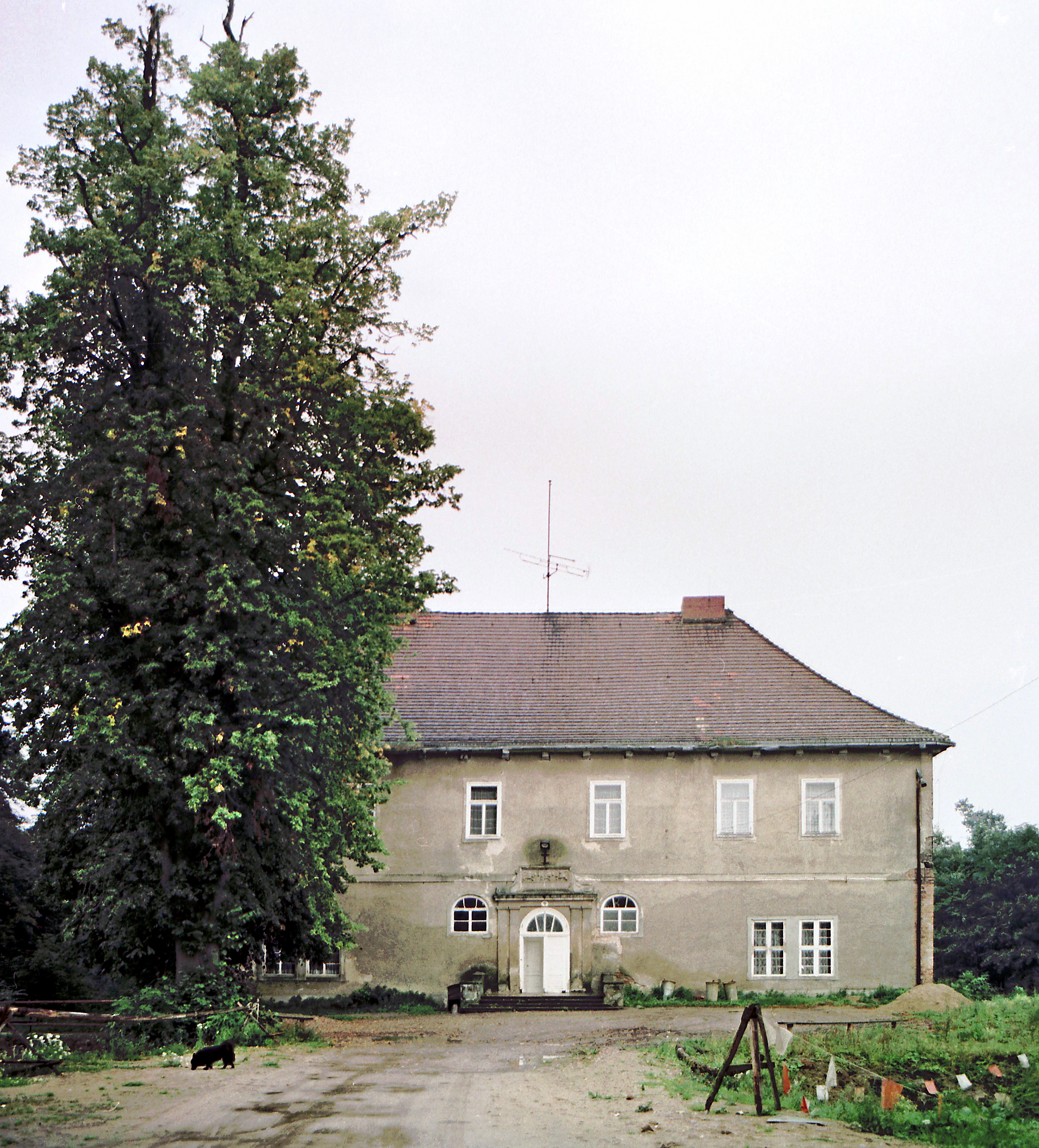
Gutshaus Gnemern (1987)
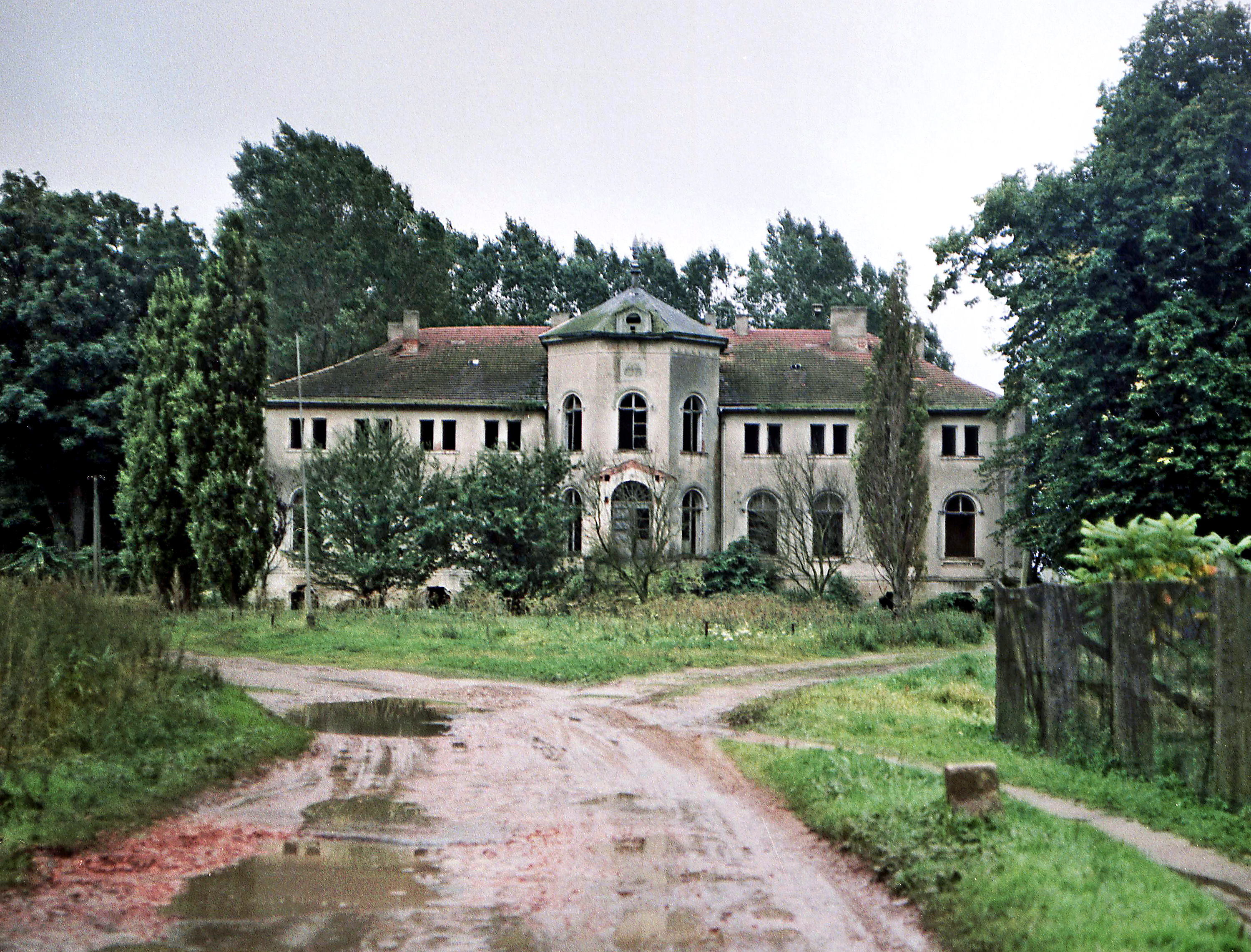
Gutshaus Wokrent (1987)

## Politik

### Gemeindevertretung und Bürgermeister
Der Gemeinderat besteht (inkl. Bürgermeisterin) aus 11 Mitgliedern. Die Wahl zum Gemeinderat am 9. Juni 2024 hatte folgende Ergebnisse:
| Partei/Bewerber                        | Prozent | Sitze |
| -------------------------------------- | ------- | ----- |
| Wählergemeinschaft Für unsere Gemeinde | 65,02   | 7     |
| Jgh: Gemeinsam leben                   | 11,61   | 1     |
| Frischer Wind für die Gemeinde         | 13,53   | 1     |
| SPD                                    | 5,49    | 1     |

Bürgermeisterin der Gemeinde ist Janine Weber, sie wurde mit 72,14 % der Stimmen gewählt.

### Wappen
Blasonierung: „In Grün über drei silbernen Wellenfäden ein schräg auffliegender natürlich tingierter Storch.“
Das Wappen wurde vom Jürgenshagener Karl-Michael Constien gestaltet und am 8. Juni 2009 vom Innenministerium Mecklenburg-Vorpommern genehmigt.

## Sehenswürdigkeiten

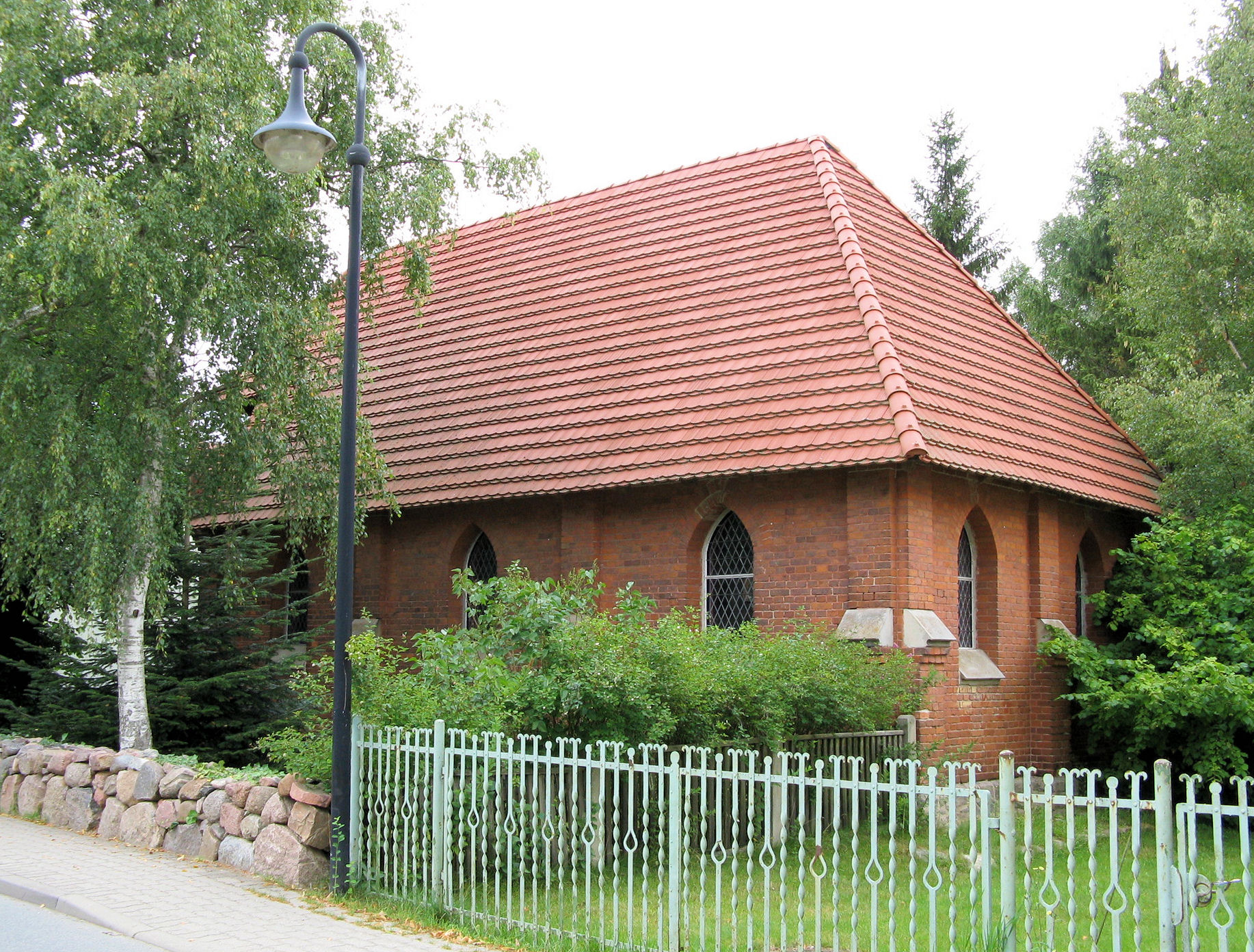
Kapelle in Jürgenshagen

Die gotische Kapelle in Jürgenshagen wurde 1891 neu errichtet und ersetzte eine abgebrannte Fachwerkkirche. Die Kapelle ist turmlos, die Glocke hängt in einem Dachvorsprung an der Westseite des Gebäudes.
Das Herrenhaus im Ortsteil Gnemern ließ Fürst Borwin I. um 1218–1223 als Wasserburg zum Schutze des Landhandelsweges zwischen Rostock und Wismar erbauen. Besitzer waren die Adelsfamilien de Gnemare, Preen, Finecke, Reventlow, Vieregge und Oertzen. Von 1661 bis 1945 befand es sich im Besitz der Freiherren von Meerheimb. Nachdem die Burg ihre militärische Bedeutung eingebüßt hatte, wurde sie 1676 durch einen Brand vernichtet. Danach entstand in der Zeit von 1682 bis 1685 ein neues Gutshaus, das zu den seltenen, in der Substanz fast unverändert erhaltenen frühbarocken Landhäusern in Mecklenburg zählt. Während es von außen weitgehend die Form ländlichen Frühbarocks bewahrt hat, wurde das Innere Ende des 19. Jahrhunderts in historistischem Stil ausgestattet. Im Jahre 1981 wurde mit der Sanierung des Gebäudes begonnen. Das Herrenhaus wurde zum kulturellen Zentrum, dessen Entwicklung im Jahre 1989 unterbrochen wurde. Seit 2011 ist Helmut Freiherr von Maltzahn, der bereits das niedergebrannte Schloss Ulrichshusen als Hotel wieder aufgebaut hat und Schloss Gützkow vor dem Verfall rettete, im Besitz des Hauses seiner Meerheimb'schen Vorfahren. Als neuer Eigentümer will er das renovierungsbedürftige Gebäude samt Außenanlagen revitalisieren. Das Haus befindet sich derzeit in Restaurierung (2019).

## Verkehrsanbindung
Die Gemeinde liegt an der Verbindungsstraße von Bützow nach Kröpelin bzw. Kühlungsborn. Die Bundesautobahn 20 führt an Jürgenshagen vorbei, die Anschlussstelle Kröpelin liegt auf der Gemarkung der Gemeinde. Die nächstgelegenen Bahnhöfe befinden sich in den jeweils 16 Kilometer entfernten Städten Bützow und Kröpelin.

## Persönlichkeiten
- Wilhelm von Meerheimb (1790–1865) auf Wokrent, Kammerdirektor von Mecklenburg-Schwerin, Gutsbesitzer und Freimaurer

## Belege
1. ↑  Statistisches Amt M-V – Bevölkerungsstand der Kreise, Ämter und Gemeinden 2023 (XLS-Datei) (Amtliche Einwohnerzahlen in Fortschreibung des Zensus 2011) (Hilfe dazu).
2. ↑  StBA: Gebietsänderungen vom 01.01. bis 31.12.2000
3. ↑  Gothaisches genealogisches Taschenbuch der freiherrlichen Häuser
auf das Jahr 1856. Freiherrliche Häuser nach alphabetischer Ordnung, Sechster Jahrgang. Justus Perthes, Gotha 26. September 1855, S. 445–448 (uni-duesseldorf.de [abgerufen am 8. Februar 2022]).
4. ↑  Mecklenburgischer Großgrundbesitz im Dritten Reich. Soziale Struktur, wirtschaftliche Stellung und politische Bedeutung. In: Mario Niemann (Hrsg.): Mitteldeutsche Forschungen. 1. Zugleich Dissertation Universität Rostock 1999 Auflage. Band 116. Böhlau, Köln, Weimar, Wien 2000, ISBN 978-3-412-04400-8, S. 315 (google.de [abgerufen am 3. Juni 2022]).
5. ↑  Gutshof-Ei (Website)
6. ↑  Kulturschloß mitten in Mecklenburg, Hamburger Abendblatt vom 29. Juli 2005; Der mit den Kühen spricht, Die Welt, 20. August 2001
7. ↑  Hermann Genzken: Die Abiturienten des Katharineums zu Lübeck (Gymnasium und Realgymnasium) von Ostern 1807 bis 1907. Beilage zum Jahresbericht 1907. 1907. Progr. 900 Auflage. Abiturienten des Gymnasiums von Ostern 1807 bis Ostern 1907, Nr. 708. Gebrüder Borchers GmbH, Lübeck 1907, S. 58 (uni-duesseldorf.de [abgerufen am 3. Juni 2022]).
8. ↑  Vom Großherzoglichen statistischen Bureau (Hrsg.): Beiträge zur Statistik Mecklenburgs. 1889. Band 11, Ausgabe 1. Bärensprung, Schwerin 1889, S. 37 (google.de [abgerufen am 8. Februar 2022]).
9. ↑  Regierungsblatt für Mecklenburg 1940. In: LR. Staatsministerium, Abt. Inn. (Hrsg.): Amtsblatt. Bekanntmachung Volkszählung, Nr. 46. 1940. Bärensprungsche Buchdruckerei, Schwerin 1. November 1940, S. 222 (google.de [abgerufen am 8. Februar 2022]).
10. ↑  Maximilian Gritzner: Standes-Erhebungen und Gnaden-Acte deutscher Landesfürsten während der letzten drei Jahrhunderte. (Herzog Friedrich Franz I.) Auflage. II. Braunschweig bis Württemberg und Anhang mit General-Register, Herzogthum Mecklenburg-Schwerin. C. A. Starke, Görlitz 1881, S. 586–587 (uni-duesseldorf.de [abgerufen am 8. Februar 2022]).
11. ↑  Ernst Seyfert, Hans Wehner, W. Baarck: Niekammer’s Landwirtschaftliches Güter-Adreßbücher, Band IV. Landwirtschaftliches Adreßbuch der Rittergüter, Güter und Höfe von Mecklenburg-Schwerin und -Strelitz. Verzeichnis sämtlicher Rittergüter, Güter und Höfe von ca. 20 ha aufwärts mit Angabe der Gutseigenschaft, der Gesamtfläche und des Flächeninhalts der einzelnen Kulturen. In: Mit Unterstützung vieler Behörden und der Landbünde zu Güstrow und Neubrandenburg (Hrsg.): 4. Letzte Ausgabe. 4. Auflage. IV Reihe Paul Niekammer. Verlag von Niekammer’s Adreßbüchern G.m.b.H., Leipzig 1928, S. 36 (g-h-h.de [abgerufen am 7. Februar 2022]).
12. ↑  Ad. M. Hildebrandt: Vierteljahrsschrift für Wappen-, Siegel- und Familienkunde. 1893. Hrsg.: Verein Herold Berlin. XXI Auflage. Einige Nachrichten über die Familie von Both, ihre Stiftungen und ihre Geschichte, Fuhrmann. Carl Heymanns Verlag, Berlin 1893, S. 222 (google.de [abgerufen am 8. Februar 2022]).
13. ↑  H. K. Eggers: Geschichte des Geschlechtes Eggers nebst Stammbäumen, Wappentafeln und Familienportraits zusammengestellt aus Familienpapieren, Urkunden, Archiv- und Kirchennachrichten. In: Familien-Chronik. Band 3, II. Die Mecklenburgische Linie. Druck von H. G. Rahtgens, Lübeck 1907, S. 31 (uni-duesseldorf.de [abgerufen am 8. Februar 2022]).
14. ↑  Jahresbericht der Grossherzoglichen Domschule zu Güstrow. Ausgegeben Ostern 1904 von dem Direktor des Gymnasiums Dr. E. Rickmann. Schulnachrichten von Ostern 1903 bis Ostern 1904. 1904. Progr. No. 761. Ratsbuchdruckerei C. Michaal, Güstrow 1904, S. 25 (uni-duesseldorf.de [abgerufen am 8. Februar 2022]).
15. ↑  L. Fromm: Geschichte der Familie von Zepelin. Unter Mitwirkung der Familie verfasst. In: Genealogie. Einleitung. Der Ursprung der Familie von Zepelin. Buchhandlung von A. Schmale, Schwerin 1876, S. 58 (uni-duesseldorf.de [abgerufen am 8. Februar 2022]).
16. ↑  G. C. F. Lisch: Urkundliche Geschichte des Geschlechts von Oertzen. Zweiter Theil. Vom Jahre 1400 bis zu den Jahren 1600 und 1700, Dritte Abtheilung. Mittlere Geschichte. 1400 — 1600 und 1700. I. Die meklenburgische Linie. In Commission in der Stiller’schen Hofbuchhandlung (Didier Otto), Schwerin 1860, S. 30 (uni-duesseldorf.de [abgerufen am 8. Februar 2022]).
17. ↑  L. Gollmert, Wilhelm Graf von Schwerin, Leonhard Graf von Schwerin (Hrsg.): Geschichte des Geschlechts von Schwerin. 2. Biographische Nachrichten, II. Pommersche Linien. 3. Grellenberg'sche Linie. Wilhelm Gronau, Berlin 1878, S. 61 (uni-duesseldorf.de [abgerufen am 8. Februar 2022]).
18. ↑  Gothaisches Genealogisches Taschenbuch der Adeligen Häuser. 1900. Erster Jahrgang. Justus Perthes, Gotha 10. Januar 1900, S. 575 (uni-duesseldorf.de [abgerufen am 8. Februar 2022]).
19. ↑  Gothaisches Genealogisches Taschenbuch der Freiherrlichen Häuser auf das Jahr 1873. 23. Auflage. Meerheimb, Wokrent. Justus Perthes, Gotha 9. November 1872, S. 446–447 (uni-duesseldorf.de [abgerufen am 3. Juni 2022]).
20. ↑  Jahresbericht des Groszherzoglichen Gymnasium Friderico-Francisceum zu Doberan. Ausgegeben zu Ostern 1909 von G.-Prof. Dr. Lüth. In: Schulnachrichten. 1909. Progr. Nr. 881 Auflage. 5. Verzeichnis der Schüler, Quarta. Druck von Herm. Rehse & Co, Doberan 1909, S. 18 (uni-duesseldorf.de [abgerufen am 3. Juni 2022]).
21. ↑  Jahresbericht über die Königliche Klosterschule zu Ilfeld von Ostern 1914 bis Ostern 1915. 1915. Programm 439 Auflage. Schulnachrichten von Ostern 1914 bis Ostern 1915, 3. Verzeichnis der Zöglinge und Schüler der Anstalt. Unter-Prima. 30. Druck von Theodor Müller, Ilfeld, Nordhausen 1915, S. 22 (uni-duesseldorf.de [abgerufen am 3. Juni 2022]).
22. ↑  Hans Friedrich v. Ehrenkrook, Otto Reichert, Friedrich Wilhelm Freiherr v. Lyncker u. Ehrenkrook: Genealogisches Handbuch der Freiherrlichen Häuser / B (Briefadel / nach 1400 nobilitiert) 1954. Hrsg.: Deutsches Adelsarchiv. Band I, Nr. 7. C. A. Starke, 1954, ISSN 0435-2408, DNB 451802586, S. 255–257.
23. ↑  Zweckverband Kommunale Datenverarbeitung Oldenburg(ZKO)
24. ↑  Zweckverband Kommunale Datenverarbeitung Oldenburg(ZKO)
25. ↑  Nordkurier, 18. August 2009
26. ↑  Zerniner Beschäftigungsinitiative (ZEBI) e. V. (Hrsg.): Dorf- und Stadtkirchen im Kirchenkreis Güstrow. Edition Temmen, Bremen/Rostock 1997, ISBN 3-86108-443-0, S. 130